# ۹ فروردین
۹ فروردین نهمین روز از سال در گاه شماری خورشیدی است. به پایان آن ۳۵۶ روز (۳۵۷ روز در سال کبیسه) مانده‌است.

## رویدادها
- ۱۲۹۱. نیروهای روسی به گنبد مرقد علی بن موسی چند گلوله توپ شلیک کردند و مقداری از جواهرات آن را برداشتند.
- ۱۲۹۶ - وثوق الدوله نیروی انگلیسی اس.پی.آر را به رسمیت شناخت.
- ۱۳۲۵ - ایران دارای شورای عالی اقتصاد شد.
- ۱۳۵۴ - امضای قرارداد تحویل هشت رآکتور اتمی از جانب آمریکا به ایران.
- ۱۳۵۴ - سازش شاه و صدام حسین (اعلام شد که اختلافات مرزی ایران و عراق برطرف شده و مناسبات دو کشور به حالت عادی بازگشته است)
- ۱۳۸۷ - حادثه ۹ فروردین ۱۳۸۷ هلیکوپتر نیروی انتظامی آذربایجان شرقی
- ۱۴۰۱ - رقابت ۹ فروردین ۱۴۰۱ تیم ملی فوتبال ایران با تیم ملی فوتبال لبنان در مرحله مقدماتی جام جهانی فوتبال ۲۰۲۲ (آسیا)

## زادروزها
- ۱۲۸۷ - سید رضا بهاءالدینی، فقیه و عارف شیعه
- ۱۳۰۵ - نعمت‌الله گرجی، بازیگر (درگذشته ۱۳۷۹)
- ۱۳۱۷ - سید صابر جباری، فقیه و عالم شیعه
- ۱۳۲۵ - کسری وفاداری، پژوهشگرِ فرهنگ و تاریخ، استادِ دانشگاه و فعالِ فرهنگی
- ۱۳۵۲ - بیژن بنفشه‌خواه، بازیگر
- ۱۳۶۲ - نرگس محمدی، بازیگر
- ۱۳۷۹ - هاتف نادری، فوتبالیست

## درگذشت‌ها
- ۱۳۳۱ - قاسم غنی، نویسنده، پزشک و نمایندهٔ مجلس شورای ملی، (زادهٔ ۱۲۷۲)
- ۱۳۸۳ - سید حسن حسینی، شاعر
- ۱۳۹۰ - محمدعلی ورشوچی، بازیگر (زاده ۱۳۰۴)
- ۱۳۹۲ - غلامرضا اسلامی بیدگلی، پژوهشگر در امور مالی
- ۱۳۹۶ - حسین توفیق، طنزپرداز